# Pic de Llats
El Pic de Llats és una muntanya de 2.694 metres d'altitud que es troba al municipi d'Alins, a la comarca del Pallars Sobirà. Forma part del Parc Natural de l'Alt Pirineu. Es troba a la carena que separa el circ de Baborte de la coma d'Estats.
Als peus del seu vessant oest es troba el refugi del Cinquantenari, no guardat.